# Eriogonum ternatum
Eriogonum ternatum är en slideväxtart som beskrevs av Howell. Eriogonum ternatum ingår i släktet Eriogonum och familjen slideväxter. Inga underarter finns listade i Catalogue of Life.